# P. Kalimuthu
 (octobre 2022).
Kalimuthu Pakirisamy ou P. Kalimuthu (22 janvier 1961 - 29 juin 1993), connu professionnellement sous le nom de Bentong Kali, était un criminel et gangster malaisien, qui a attiré l'attention nationale dans les années 1990. Il a été impliqué dans 17 meurtres différents et a terrorisé la capitale Kuala Lumpur par la violence, l'extorsion et le trafic d'héroïne. Il a également fait la une des journaux lorsqu'il a défié la police de l'arrêter. Il a finalement été abattu par l'unité des actions spéciales de la police royale malaisienne de Bukit Aman, Kuala Lumpur.

## Vie privée
P. Kalimuthu est né dans une famille indienne malaisienne à Bentong, Pahang. Il était le huitième enfant de ses onze frères et sœurs. Il est allé à l'école jusqu'à ce qu'il abandonne en première année.
On dit qu'il avait un certain nombre de tatouages sur son corps. Il avait un tatouage «BORN TO DIE» (NÉ POUR MOURIR) sur sa main droite et une image d'une tête de tigre sur sa main gauche. Sur ses deux cuisses, il avait des photos de femmes nues tatouées, suivies de tatouages de serpents et d'aigles sur le dos. P. Kalimuthu avait également une cicatrice chirurgicale sur l'abdomen.
Son choix d'arme préféré était son pistolet semi-automatique de fabrication allemande, un Sig-Sauer P226.

## Carrière criminelle
La carrière criminelle de P. Kalimuthu a commencé très tôt dans son enfance. Il a été arrêté à l'âge de 14 ans, et emprisonné jusqu'à sa libération à l'âge de 19 ans. Il a ensuite rejoint une triade chinoise appelée «Gang 04» dans sa ville natale de Kalimuthu. P. Kalimuthu était actif autour de la capitale à Brickfields, Segambut, Sungei Way et Ampang. Il a de nouveau été arrêté en juillet 1985 en vertu de la proclamation de l'ordonnance d'urgence et emprisonné sur Île Jerejak, Penang, mais a été libéré peu de temps après en 1987. Il a été placé sous des restrictions de résidence limitées à Kuantan, Pahang.
P. Kalimuthu est retourné dans le monde criminel peu de temps après, créant sa propre triade appelée «Gang 08» à Jalan Klang Lama, Kuala Lumpur et enfin à Taman Sentosa klang.

### Racket
Au départ, il a rejoint la triade chinoise appelée «Gang 04», puis l'a quittée et a créé la triade indienne appelée «Gang 08». Il a été assigné à résidence, mais a ensuite créé sa propre triade appelée «Gang 36 Jalan Klang Lama» à Kuala Lumpur.

### Trafic de drogue
Les groupes «Gang 04» étaient activement impliqués dans le trafic de drogue et, pour l'infraction, P. Kalimuthu a de nouveau été arrêté en avril 1980 et inculpé en vertu de la loi de 1952 sur les drogues dangereuses . Cependant, il a été libéré lorsqu'il n'y avait pas suffisamment de preuves pour le condamner. Pour la deuxième fois, il a été assigné à résidence à Gopeng, Perak, pendant deux ans. P. Kalimuthu a ensuite disparu en novembre 1984.

### Tuerie
En 1991, P. Kalimuthu a refait surface, commettant une série de meurtres. Il a été rapporté qu'il tuait pour le plaisir de tuer, obligeant la police à lancer une opération spéciale appelée «Ops Buncit» en juin 1993. «Ops Buncit» a été rejoint par 200 policiers, dont ceux de Kuala Lumpur, Selangor et Pahang, massivement mobilisés pour traquer P. Kalimuthu.
Il était connu pour son tempérament chaud. Le 12 juin 1993, il a assisté à une réception familiale sans y être invité. Une agitation a éclaté entre ses complices et les invités, et P. Kalimuthu a tué certains des invités dans l'agitation.

## 'Ops Buncit'
Dans une tentative de capturer P. Kalimuthu, des affiches de lui et de ses crimes ont été affichées dans des lieux publics dans toute la Malaisie. Une prime de 100 000 RM a également été annoncée comme récompense pour les informations qui conduiraient à sa capture. Ses affiches ont également été distribuées dans les pays voisins comme la Thaïlande. La chasse à l'homme pour Bentong Kali était une opération 24 heures sur 24 et 7 jours sur 7 dans tout le pays.

## Décès
Les services de renseignement de la police ont suivi P. Kalimuthu jusqu'à sa cachette dans une maison mitoyenne à deux étages à Taming Jaya, Belakong, le 29 juin 1993. À l'aube, une équipe d'élite de policiers de l'Unité d'actions spéciales de Bukit Aman a pris position et encerclé le loger. P. Kalimuthu et ses complices ont engagé les officiers dans une fusillade. Il a reçu une balle dans la tête et a été tué; ses complices sont également morts dans la bagarre.
Sa dépouille a été inhumée le 2 juillet 1993, trois jours après sa mort. Ses derniers rites ont été accomplis par son fils.

## Héritage
L'histoire de la vie de P. Kalimuthu a été publiée dans un livre intitulé The Story of Bentong Kali: Crime and Society in 90s Kuala Lumpur, écrit par l'ancien New Straits Times journaliste, Suganthi Supramaniam et publié par Gerakbudaya. Le livre est sorti le 23 août 2019.